# 베노나 프로젝트
베노너 프로젝트(Venona project)는 제2차 세계대전 중에 추축국의 암호를 해독하기 위해 시작된 영국과 미국의 군사 계획으로, Venona라는 단어에는 아무 의미도 없다. 종전 이후에는 다른 적성국의 암호를 해독하는 임무를 맡았다. 1950년대 이후 미 정보당국은 소련의 암호를 해독하고 있었다. 50년대 초 조지프 매카시 상원의원에 의해 간첩으로 의심된 앨저 히스와 로젠버그 부부 등의 간첩활동도 파악하고 있었지만, 존 에드거 후버 연방수사국장은 이를 공개할 경우 소련에 대한 도청이 불가능해질 것을 우려해 비밀로 부쳤다.